# Abdampfturbine

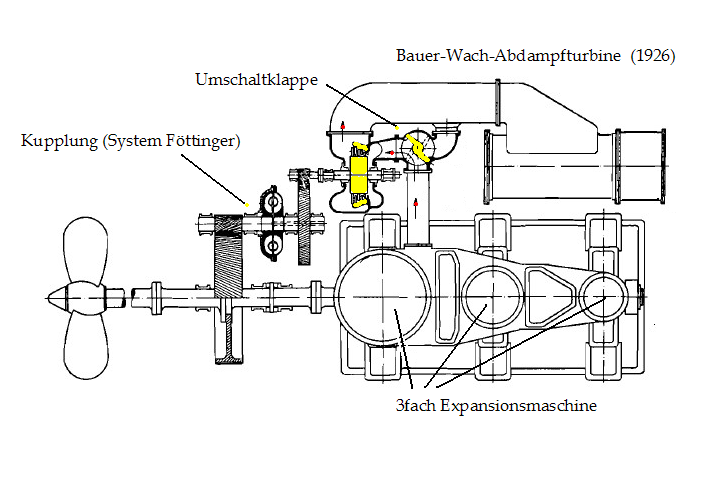
Bauer-Wach-Turbine (1926)

Bei einer Abdampfturbine handelt es sich um eine mehrstufige Niederdruck-Dampfturbine, in welcher der noch unter geringem Überdruck stehende Abdampf von Kolbendampfmaschinen auf den Unterdruck im Kondensator entspannt und somit Energie aus dem Druck- und Wärmegefälle des Abdampfs gewonnen wird.
Abdampfturbinen wurden in der ersten Hälfte des 20. Jahrhunderts häufig bei Schiffsantrieben eingesetzt. Mit Aufkommen der Dieselmotoren war jedoch das Ende der Kolbendampfmaschinen und damit auch der Abdampfturbine gekommen.

## Technik
Bei Kolbendampfmaschinen handelt es sich um Mehrfach-, meistens jedoch um Dreifachexpansionsmaschinen, bestehend aus Hoch-, Mittel- und Niederdruckteil. Um jedem Zylinder annähernd die gleiche Leistung zu entnehmen, ist entsprechend dem sinkenden Dampfdruck und anwachsendem Dampfvolumen eine erhebliche Vergrößerung des Zylinderdurchmessers erforderlich. Aus räumlichen Gründen, insbesondere auf Schiffen, ist deshalb die Anzahl der Zylinder meistens auf maximal drei begrenzt. Der restliche Dampfdruck beträgt danach immer noch zwischen 0,10 und 0,40 bar Überdruck.
Um die nach Verlassen des Niederdruckzylinders noch im Abdampf vorhandene Restenthalpie auszunutzen, entstand zu Anfang des 20. Jahrhunderts die Idee, diese in einer Dampfturbine auszunutzen, bevor der Abdampf dem Kondensator zugeführt und dort wieder verflüssigt wird. Mit diesen angehängten Turbinen können bei gleicher Motorleistung Dampfverbräuche und entsprechend die Kraftstoffverbräuche stark reduziert und somit der Gesamtwirkungsgrad einer solchen Anlage erheblich gesteigert werden.
Die durch die Abdampfturbine gewonnene zusätzliche Leistung kann beispielsweise
- zum Antrieb von Hilfsaggregaten verwendet werden (Generator, Kompressor, Lüfter usw.),
- eine separate Propellerwelle antreiben. Hierzu werden die Abdampfturbinen mehrerer Motoren über ein Getriebe zusammengefasst oder Abdämpfe mehrerer Motoren treiben eine einzige Abdampfturbine an. Letzteres war in 1908 bei die Linienschiffe Otaki und Laurentic realisiert (Antrieb auf mittlere Propellerwelle), und später in die Olympic-Klasse,
- zusätzlich die Hauptwelle antreiben, wie nachfolgend bei der Bauer-Wach-Abdampfturbine beschrieben.

## Bauer-Wach-Abdampfturbine
Weit verbreitet war die sogenannte Bauer-Wach-Abdampfturbine, die 1926 von Gustav Bauer und Hans Wach bei der Werft Joh. C. Tecklenborg in Wesermünde (heute Stadtteil von Bremerhaven) entwickelt wurde. Nach der Übernahme von Tecklenborg durch den Bremer Konzern Deutsche Schiff- und Maschinenbau AG (Deschimag) im Jahr 1926 und der zwei Jahre darauf erfolgten Schließung wurde die BW-Abdampfturbine einschließlich Getriebe und Kupplung von der zur Deschimag gehörenden Werft AG Weser mit über 900 Exemplaren hauptsächlich im Schiffbau weltweit erfolgreich vermarktet.
Bei dem Bauer-Wach-System strömt der Dampf aus dem Niederdruckzylinder durch eine Umschaltklappe in die Abdampfturbine und treibt diese an. Über ein Untersetzungsgetriebe und eine Flüssigkeitskupplung (System Föttinger) wird die Leistung der Turbine über Zahnräder direkt auf die Propellerwelle übertragen. Die Motorleistung kann somit günstigstenfalls bis zu etwa 10 % gesteigert bzw. bei gleicher Antriebsleistung der Kraftstoffverbrauch entsprechend gesenkt werden.
Bei Rückwärts- bzw. Manöverbetrieb wird das System außer Betrieb bzw. in Leerlaufbetrieb gesetzt, indem die Umschaltklappe so gestellt wird, dass der Abdampf direkt in den Kondensator gelangt. Die Flüssigkeitskupplung wird entleert und damit die Turbine vom Antrieb entkoppelt.
Die Untersetzung des Getriebes ist so ausgelegt, dass sowohl die Turbine (4000–5000 Umdrehungen/min) als auch Flüssigkeitskupplung und Propeller (100–200 Umdrehungen/min) bzw. die direkt angekuppelte Dampfmaschine im optimalen Drehzahlbereich arbeiten.